# アンネリ・ヤーテンマキ
アンネリ・トゥーリッキ・ヤーッテーンマキ（Anneli Tuulikki Jäätteenmäki、1955年2月11日 - ）は、フィンランドの政治家。2003年4月17日から同年6月24日まで、女性としては初めて同国首相を務めた。法学修士。

## 略歴
ラプア出身。1981年に弁護士を開業するが、1987年フィンランド議会議員選挙で初当選を果たす。その後1994年から翌年にかけて法務大臣に就任したほか、エスコ・アホがハーバード大学講師となったことに伴い、2000年6月18日から2003年10月5日までフィンランド中央党党首を務めた。

## 2003年議会選挙
8年間の野党暮らしを経て、2003年の議会選挙で中央党は、かつての最大政党である社会民主党との接戦を制した。このため選挙後、社会民主党及びスウェーデン人民党との組閣交渉が首尾よく捗ると、ヤーッテーンマキを首班とする内閣が誕生した。ヤーッテーンマキ内閣は前任の第2次リッポネン内閣の政策を概ね継承した以外に、減税などを盛り込んだ新たな景気刺激策を講じた。

## スキャンダル
しかし、選挙期間中に宿敵・社会民主党へのネガティブ・キャンペーンとして、外交に関わる機密文書を用いていた件で、議会で虚偽報告を行ったことが発覚すると、6月18日に辞任に追い込まれた。機密文書は、イラク戦争に際しリッポネン首相とアメリカ合衆国のブッシュ大統領（いずれも当時）との間で交わされた会談内容が記載されていた。
フィンランドは外交面で伝統的に中立の姿勢を貫いていたが、会談では米国との同盟関係を極秘裏に支持する方針を打ち出したことから、国民は自国が違法な侵略戦争に加担したと見なしたのも当然であった。一方、選挙で接戦が伝えられた社会民主党は、ヤーッテーンマキの取った型破りな行動が敗北に決定的な影響を与えたとして連立相手にも批判の矛先を向けた。
3月に入り漏洩文書が一部メディアで報じられると、当局は国家機密法に基づき犯人探しに着手した。6月11日にはヤーッテーンマキにも調査の手が及んだほか、数日後に開かれた中央党の代表者会議の詳細がハンヌ・タックラ党副議長を通じて報道機関に漏れてしまった。また同月16日、中央党のマルッティ・マンニネン大統領補佐官が外交文書を漏洩していた事実が明るみに出ると、2日後にヤーッテーンマキ自身が議会で証言し、大統領に謝罪した。
証言によると、文書がファックスで自分の元に送られ、それが機密であるとは知らなかったという。しかし、議会は証言を不服としてマンニネンにも事情を聴取したところ、ヤーッテーンマキが情報提供を強硬に求めたことが発覚したのである。こうして連立与党は首相に最早信頼を置けないと判断、ヤーッテーンマキも責任を取って辞任を表明した。なお、党首と首相はいずれも後任にマッティ・ヴァンハネンが就いた。首相在任期間は僅か2ヶ月強であった。

## 現在
2004年より中央党の欧州議会議員を務めている。同年の選挙では14万票余りを獲得しており、約8%の得票率は個人としては最高を記録した。
2006年4月、国内のメディアに対し乳がん療養のため公務から暫く離れると発表したが、がんは完治し公務に復帰した。しかし、2007年の国政選挙には不出馬の意向を示した。